# Liste des navires de l'United States Navy : W-Z
Cet article contient la liste de tous les bateaux de la Marine des États-Unis dont le nom commence par les lettres W à Z.

## W

### W–Wal
- USS W. F. Babcock (ID-1239)
- USS W. F. Marty (SP-1145)
- USS W. L. Bartlett (1861)
- USS W. L. Messick (SP-322)
- USS W. L. Steed (ID-3449)
- USS W. S. Sims (DE-1059/FF-1059)
- USS W. T. James (SP-429)
- USS W. W. Burns (1861)
- USS Wa'a Hele Honua (YFB-83)
- USS Waban (1880)
- USS Wabanquot (YTB-525/YTM-525)
- USS Wabaquasset (YTB-724)
- USS Wabash (1855, ID-1824, AOG-4/T-AOG-4, AOR-5)
- USS Waccamaw (AO-109/T-AO-109/T-AOT-109)
- USS Wachapreague (AVP-56/AGP-8)
- USS Wachusett (1861, ID-1840)
- USS Wachusetts (SP-548)
- USS Wacissa (AOG-59/T-AOG-59)
- USS Wacondah (SP-238)
- USS Waddell (DDG-24)
- USS Wadena (SP-158)
- USS Wadleigh (DD-689)
- USS Wadsworth (DD-60, DD-516, FFG-9)
- USS Wagner (DE-539/DER-539)
- USS Wahaka (YTB-526/YTM-526)
- USS Wahkiakum County (LST-1162/T-LST-1162)
- USS Wahneta (YT-1, YT-134/YTM-134)
- USS Wahoo (SS-238, SS-518, SS-516, SS-565)
- USS Wahpeton (YTB-527/YTM-527, YTM-757)
- USS Wahtah (YT-140/YTB-140/YTM-140)
- USS Wailaki (YTB-706)
- USS Wainwright (DD-62, DD-419, DLG-28/CG-28)
- USS Wake (PR-3)
- USS Wake Island (CVE-65)
- USS Wakefield (AP-21)
- USS Wakiva II (SP-160)
- USS Wakonda (YTB-528)
- USS Wakulla (ID-3147, AOG-44)
- USS Waldegrave (DE-570)
- USS Waldo County (LST-1163/T-LST-1163)
- USS Waldron (DD-699)
- USS Walke (DD-34, DD-416, DD-723)
- USS Walker (DD-163/DCH-1/IX-44, DD-517)
- USS Wallace L. Lind (DD-703)
- USS Wallacut (YTB-420/YTM-420)
- USS Waller (DD-466/DDE-466)
- USNS Wally Schirra (T-AKE-8)
- USS Walnut (YN-31, WAGL-252)
- USS Walrus (SS-35, SS-431, SS-437)
- USS Walsh (DE-601/APD-111)
- USS Walter A. Luckenbach (ID-3171)
- USS Walter Adams (SP-400)
- USS Walter B. Cobb (DE-596/APD-106)
- USS Walter C. Wann (DE-412)
- USS Walter D. Munson (ID-1510)
- USS Walter Forward (1841)
- USS Walter Hardcastle (ID-2464)
- USS Walter S. Brown (DE-258)
- USNS Walter S. Diehl (T-AO-193)
- USS Walter S. Gorka (DE-604/APD-114)
- USS Walter X. Young (DE-715/APD-131, DE-723)
- USS Walton (DE-361)
- USS Walworth County (LST-1164/T-LST-1164)

### Wam–Was
- USS Wampanoag (1864, ATA-202)
- USS Wampatuck (YT-337)
- USS Wamsutta (1853)
- USS Wanaloset (1865)
- USS Wanamassa (YTB-820)
- USS Wandank (AT-26/ATO-26, ATA-204)
- USS Wandena (SP-354)
- USS Wanderer (1857, SP-132, SP-2440)
- USS Wanderlust (SP-923)
- USS Wando (1864, AT-17/YT-123/YTB-123)
- USS Waneta (YT-384/YTB-384/YTM-384)
- USS Wanka (1901)
- USS Wannalancet (YTB-385)
- USS Wantuck (DE-692/APD-125)
- USS Wapakoneta (PC-579, YTB-766)
- USS Wapasha (YN-45/YNT-13/YTB-737)
- USS Wapato (YTB-788)
- USS Wapello (YN-56/YNT-24)
- USS War Bug (SP-1795)
- USS War Hawk (AP-168)
- USS Warbler (AM-53/ARS-11, AMS-206/MSC-206)
- USS Ward (DD-139/APD-16)
- USS Warren (1775, 1776, 1799, 1827, AP-98/APA-53)
- USS Warren J. Courtney (SP-375)
- USS Warrick (AKA-89)
- USS Warrington (DD-30, DD-383, DD-843)
- USS Warrior (MCM-10)
- USS Wasaka III (SP-342)
- USS Wasatch (AGC-9)
- USS Washakie (YT-386/YTB-386/YTM-386)
- USS Washburn (AKA-108/LKA-108)
- USS Washington (1775, 1776 row galley, 1776 frigate, 1776 lateen-rigged galley, 1814, 1833, 1837, ACR-11, SP-1241, BB-47, BB-56, SSN-787)
- USNS Washington Chambers (T-AKE-11)
- USS Washoe County (LST-1165/T-LST-1165)
- USS Washtenaw (AK-218)
- USS Washtenaw County (LST-1166/MSS-2)
- USS Washtucna (YTB-826)
- USS Wasmuth (DD-338/DMS-15)
- USS Wasp (1775, 1807, 1810, 1813, 1814, 1865, 1898, SP-1159, CV-7, CV-18, LHD-1)
- USS Wassaic (ID-3230)
- USS Wassuc (1865, CMc-3)

### Wat–Way
- USS Watauga (1864)
- USS Watch (1861)
- USS Watchman (AGR-16)
- USS Water Lily (1895)
- USS Water Witch (1845, 1847, 1851)
- USS Wateree (1863, AT-117/ATF-117, AT-174/ATA-174/T-ATA-174)
- USS Waterford (ARD-5)
- USS Waterman (DE-740)
- USS Waters (DD-115/APD-8, T-AGS-45)
- USS Watertown (T-AGM-6)
- USS Wathena (ID-3884, YTB-825)
- USNS Watkins (T-AKR-315)
- USS Watonwan (ID-4296)
- USS Watseka (YT-387/YTB-387/YTM-387)
- USS Watson (DD-482, T-AKR-310)
- USS Watts (DD-567)
- USS Waubansee (YTB-366)
- USS Waubesa (ID-3955)
- USS Waukegan (YTM-755)
- USS Waukesha (AKA-84)
- USS Waupaca (AOG-46)
- USS Wauseon (PC-1229)
- USS Wautaga (1863)
- USS Wautauga (AOG-22)
- USS Wauwatosa (YTB-775)
- USS Wave (1836, 1863, SP-1706, YFB-10)
- USS Waverly (PC-1225)
- USS Wawasee (YTB-367/YTM-367)
- USS Waxahachie (YTB-814)
- USS Waxbill (AMc-15, AMS-39/AMCU-50/MHC-50, AM-414)
- USS Waxsaw (1865, YN-120/AN-91)
- USS Waxwing (AM-389/MSF-389)
- USS Wayne (AP-99/APA-54)
- USS Wayne E. Meyer (DDG-108)
- USS Waynesburg (PC-777)

### We
- USS Weasel (1822)
- USS Weatherford (PC-618/EPC-618)
- USS Weaver (DE-741)
- USS Weber (DE-675/APD-75)
- USS Webster (ARV-2, T-AG-190)
- USS Wedderburn (DD-684)
- USS Weeden (DE-797)
- USS Weehawken (1862, CM-12, YTB-776)
- USS Weekes (DE-285)
- USS Weeks (DE-285)
- USS Weemootoh (SP-201)
- USS Weepoose (SP-405)
- USS Wego (SP-1196)
- USS Weight (ARS-35)
- USS Weiss (DE-378, DE-719/APD-135/LPR-135)
- USS Welborn C. Wood (DD-195)
- USS Welch (PC-817, PGM-93/PG-93)
- USS Welcome (SP-1175)
- USS Welles (DD-257, DD-628)
- USS Wemootah (SP-201)
- USS Wenatchee (AT-118/ATF-118, YTB-808)
- USS Wendy (SP-448)
- USS Wenonah (SP-165, YT-148/YTB-148/YTM-148)
- USS Wesson (DE-184)
- USS West Alsek (ID-3119)
- USS West Apaum (ID-3221)
- USS West Arrow (ID-2585)
- USS West Avenal (ID-3871)
- USS West Bridge (ID-2888)
- USS West Carnifax (ID-3812)
- USS West Caruth (ID-3850)
- USS West Cheswald (ID-4199)
- USS West Coast (ID-3315)
- USS West Cobalt (ID-3836)
- USS West Cohas (ID-3253)
- USS West Compo (ID-3912)
- USS West Conob (ID-4033)
- USS West Corum (ID-3982)
- USS West Cressey (ID-3813)
- USS West Ekonk (ID-3313)
- USS West Elcajon (ID-3907)
- USS West Elcasco (ID-3661)
- USS West Eldara (ID-3704)
- USS West Florida (1779)
- USS West Galeta (ID-3330)
- USS West Galoc (ID-3347)
- USS West Gambo (ID-3220)
- USS West Gate (ID-3216)
- USS West Gotomska (ID-3322)
- USS West Grama (ID-3794)
- USS West Haven (ID-2159)
- USS West Hobomac (ID-3335)
- USS West Honaker (ID-4455)
- USS West Hosokie (ID-3695)
- USS West Humhaw (ID-3718)
- USS West Indian (ID-3120)
- USS West Kyska (ID-3701)
- USS West Lashaway (ID-3700)
- USS West Lewark (ID-4490)
- USS West Lianga (ID-2758)
- USS West Loquassuck (ID-3638)
- USS West Madaket (ID-3636)
- USS West Mahomet (ID-3681)
- USS West Maximus (ID-3924)
- USS West Mead (ID-3550)
- USS West Milton (ARD-7)
- USS West Mount (ID-3202)
- USS West Nilus (ID-4445)
- USS West Nohno (ID-4029)
- USS West Point (ID-3254, AP-23)
- USS West Shore (ID-3170)
- USS West View (1918)
- USS West Virginia (ACR-5, BB-48, SSBN-736)
- USS West Wauna (ID-3856)
- USS West Wood (ID-2812)
- USS West Zeda (ID-3801)
- USS West Zucker (ID-3584)
- USS West Zula (ID-3501)
- USS Westchester (ID-3103, ID-3122, AK-219)
- USS Westchester County (LST-1167)
- USS Westerdijk (ID-2514)
- USS Westerly (PC-1198)
- USS Western Ally (ID-3815)
- USS Western Belle (ID-3551)
- USS Western Chief (ID-3161)
- USS Western Comet (ID-3569)
- USS Western Front (ID-1787)
- USS Western Hope (ID-3771)
- USS Western Knight (1918)
- USS Western Light (ID-3300)
- USS Western Maid (ID-3703)
- USS Western Ocean (ID-3151)
- USS Western Plains (ID-3741)
- USS Western Port (1853)
- USS Western Sea (ID-3153)
- USS Western Spirit (ID-3164)
- USS Western Star (ID-4210)
- USS Western World (1856)
- USS Westerner (ID-2890)
- USS Westfield (1861)
- USS Westford (ID-3198)
- USS Westmoreland (APR-11, APA-104)
- USS Westover (ID-2687)
- MV Westpac Express (HSV-4676)
- USS Westpool (ID-3675)
- USS Westport (ID-2362, ID-3548)
- USS Westward Ho (ID-3098)
- USS Westwind (WAG-281/AGB-6/WAGB-281)
- USS Wexford (AK-220)
- USS Wexford County (LST-1168)

### Wh
- USS Whale (SS-239, SSN-638)
- USS Wharton (AP-7)
- USS Wheatear (AM-390/MSF-390)
- USS Wheatland (AKA-85)
- USS Wheeling (PG-14/IX-28, T-AGM-8)
- USS Whetstone (LSD-27)
- USS Whidbey (AG-141)
- USS Whidbey Island (LSD-41)
- USS Whippet (SP-89, IX-129)
- USS Whipple (DD-15, DD-217/AG-117, DE-1062/FF-1062)
- USS Whippoorwill (AM-35/AT-169/ATO-169, AMS-207/MSC-207)
- USS Whipstock (YO-49)
- USS Whirlwind (SP-221, PC-11)
- USS Whistler (SP-784)
- USS Whitaker (DE-571)
- USS White Marsh (APM-8/LSD-8/T-LSD-8)
- USS White Plains (ACV-66/CVE-66/CVU-66, AFS-4)
- USS White River (LSM(R)-536/LFR-536)
- USS White Sands (ARD-20/AGDS-1)
- USS Whitecap (SP-340)
- USS Whitefish (SS-432)
- USS Whitehall (1850, PCE-856/PCE(R)-856)
- USS Whitehead (1861)
- USS Whitehurst (DE-634)
- USS Whiteside (AKA-90)
- USS Whitewood (YN-84/AN-63/AG-129)
- USS Whitfield (AKA-111)
- USS Whitfield County (LST-1169)
- USS Whiting (SS-433)
- USS Whitley (AKA-91)
- USS Whitman (DE-24)
- USS Whitney (AD-4)

### Wi
- USS Wichita (CA-45, AOR-1, LCS-13)
- USS Wickakee (YTB-529)
- USS Wickes (DD-75, DD-578)
- USS Wico (1888)
- USS Wicomico (YT-26)
- USS Widgeon (AM-22/ASR-1, AMS-208/MSC-208)
- USS Wieldrecht (ID-2519)
- USS Wieringen (ID-2547)
- USS Wilbert A. Edwards (SP-315)
- USS Wild Cat (1822, 1862, SP-879)
- USS Wild Goose (SP-562)
- USS Wild Goose II (SP-891)
- USS Wildcat (IX-130/AW-2)
- USS Wilderness (1864)
- USS Wildwood (PC-1181)
- USS Wileman (DE-22)
- USS Wiley (DD-597)
- USS Wilhelmina (ID-2168)
- USS Wilhoite (DE-397/DER-397)
- USS Wilkes (TB-35, DD-67, DD-441, T-AGS-33)
- USS Wilkes-Barre (CL-90, CL-103)
- USS Wilkinson (DD-930/DL-5)
- USS Will Rogers (SSBN-659)
- USS Willamette (1865, AO-180)
- USS Willapa (AVG-53/ACV-53/CVE-53)
- USS Willapa Bay (CVE-109)
- USS Willard A. Holbrook (AP-44)
- USS Willard Keith (DD-775, DE-754)
- USS Willet (AM-54/ARS-12)
- USS Willet Rowe (1863)
- USS William A. McKenney (1916)
- USS William Ashton (1918)
- USS William B. Preston (DD-344/AVP-20/AVD-7)
- USS William Bacon (1863)
- USS William Badger (1861)
- USS William C. Cole (DE-641)
- USS William C. Lawe (DD-763, DE-313, DE-373)
- USS William C. Miller (DE-259)
- USS William Caldwell (1918)
- USS William D. Porter (DD-579)
- USS William Darnold (1918)
- USS William F. McCauley (SP-2360)
- USS William G. Anderson (1859)
- USS William G. Fargo (1863)
- USS William G. Putnam (1857)
- USS William G. Thomas (DE-193)
- USS William H. Ashley (YAG-53)
- USS William H. Bates (SSN-680)
- USS William H. Brown (1862)
- USS William H. Standley (DLG-32/CG-32)
- USS William Isom (ID-1555)
- USS William J. Pattison (DE-594/APD-104)
- USS William Johnson (1918)
- USS William Jones (DD-308)
- USS William Keith (DE-314)
- USS William L. Jones (1861)
- USS William Lee (1836)
- USS William M. Hobby (DE-236/APD-95)
- USS William M. Wood (DE-287, DE-557, DD-715/DDR-715)
- USNS William McLean (T-AKE-12)
- USS William N. Page (1918)
- USS William P. Biddle (AP-15/APA-8)
- USS William P. Lawrence (DDG-110)
- USS William R. Rush (DE-288, DE-556, DD-714/DDR-714)
- USS William Rockefeller (1916)
- USS William Seiverling (DE-441)
- USS William T. Powell (DE-213/DER-213)
- USS William V. Pratt (DLG-13/DDG-44)
- USS William Ward Burrows (AP-6)
- USS Williams (SP-498, DD-108, DE-290, DE-372)
- USS Williamsburg (PG-56/AGC-369)
- USS Williamson (DD-244/AVP-15/AVD-2/APD-27)
- USS Willimantic (ID-3549)
- USS Willing (ARS-49)
- USS Willis (DE-395)
- USS Willis A. Lee (DD-929/DL-4)
- USS Willmarth (DE-638)
- USS Willoughby (SP-2129, AVP-57/AGP-9)
- USCGC Willow (WAGL-332/WLB-332)
- USS Willowherb (PG-100)
- USS Wilmer (1808)
- USS Wilmette (1903)
- USS Wilmington (PG-8, CL-79, CL-111)
- USS Wilrose II (SP-195)
- USS Wilson (DD-408)
- USS Wiltsie (DD-716)
- USS Wimbee (IX-88)
- USS Winamac (YTB-394)
- USS Winchester (SP-156)
- USS Winder (PCS-1376)
- USS Windham Bay (CVE-92/CVU-92)
- USS Windham County (LST-1170)
- USS Windhover (ASR-18)
- USS Windigo (YTB-421/YTM-421)
- USS Winding Gulf (1918)
- USS Windlass (ARS(D)-4/YMLC-4)
- USS Windom (1896)
- USS Windsor (AP-100/APA-55, ARD-22)
- USS Winfield S. Cahill (SP-493)
- USS Winged Arrow (AP-170)
- USS Wingfield (DE-194)
- USS Wingina (YT-395/YTB-395/YTM-395)
- USS Winifred (1898)
- USS Winjah (ACV-54/CVE-54)
- USS Winjah Bay (CVE-110)
- USS Winnebago (1863, 1900)
- USS Winnemucca (PC-1145, YTB-785)
- USS Winnetka (YTB-376)
- USS Winnipec (1864)
- USS Winona (1861)
- USS Winooski (1863, AO-38)
- USS Winslow (TB-5, DD-53, DD-359/AG-127)
- USS Winston (AKA-94/LKA-94)
- USS Winston S. Churchill (DDG-81)
- USS Winterberry (YN-75/AN-56)
- USS Winterswijk (1914)
- USS Winthrop (SP-3297)
- USS Wintle (DE-25, DE-266)
- USS Wisconsin (BB-9, BB-64)
- USS Wiseman (DE-667)
- USS Wissahickon (1861, SP-852)
- USS Wissoe II (SP-153)
- USS Wistaria (SP-259)
- USS Witek (DD-848)
- USS Witter (DE-636/APD-58)
- USS Wiwoka (SP-250)

### Wo
- USS Woban (YT-138/YTB-138/YTM-138)
- USS Wolffish (SS-434)
- USS Wolverine (IX-31, IX-64)
- USS Wompatuck (YT-27)
- USS Wood (DD-317, AP-101/APA-56)
- USS Wood County (LST-1178)
- USS Woodbine (1913)
- USS Woodbury (1837, 1864, DD-309, WSC-155)
- USS Woodcliff Bay (CVE-93)
- USS Woodcock (AM-14/AT-145/ATO-145)
- USS Woodford (AKA-86)
- USS Woodpecker (AMS-209/MSC-209)
- USS Woodrow R. Thompson (DE-451, DD-721)
- USS Woodrow Wilson (SSBN-624)
- USS Woodson (DE-359)
- USS Woodstock (PC-1180)
- USS Woodworth (DD-460)
- USS Woolsey (DD-77, DD-437)
- USS Woonsocket (PG-140/PF-32, YTM-754)
- USS Worcester (1866, PG-170/PF-62, CL-144)
- USS Worden (TB-16, DD-16, DD-288, DD-352, DLG-18/CG-18)
- USS Worland (PCE-845/PCE(R)-845)
- USS Worthington (PCC-1137)
- USNS Worthy (T-AGOS-14)
- USS Wovoka (YT-396/YTB-396/YTM-396)
- USS Woyot (YT-150/YTB-150/YTM-150)

### Wr
- USS Wrangell (AE-12)
- USS Wren (DD-568)
- USS Wright (AZ-1/AV-1, CVL-49/AVT-7/CC-2, CV-47, T-AVB-3)

### Wy
- USS Wyalusing (1863)
- USS Wyandance (SP-359)
- USS Wyandank (1847)
- USS Wyandot (AKA-92/T-AKA-92/T-AK-283)
- USS Wyandotte (1853, 1864)
- USS Wyffels (DE-6)
- USS Wyman (DE-38, T-AGS-34)
- USS Wyoming (1859, BM-10, BB-32/AG-17, SSBN-742)
- USS Wythe (LST-575/LST(M)-575/APB-41)

## X
- USS X-1 (SSX-1)
- USS Xanthus (AR-19)
- USS Xarifa (SP-581)
- USS Xenia (AKA-51)

## Y
- USS Yacal (YFB-688)
- USS Yacona (SP-617, AOG-45)
- USS Yahara (AOG-37)
- USS Yakutat (AVP-32/WAVP-380/WHEC-380)
- USS Yale (1889, 1906)
- USS Yamacraw (WARC-333/ARC-5/WAGL-333/WLB-333)
- USS Yanaba (YTB-547/YTM-547)
- USS Yancey (AKA-93/LKA-93)
- USS Yanegua (YTB-397)
- USS Yank (SP-908)
- USS Yankee (1861, 1892)
- USS Yankton (1893)
- USNS Yano (T-AKR-297)
- USS Yantic (IX-32)
- USS Yapashi (YTB-531)
- USS Yaqui (AT-80)
- USS Yaquima (YT-171/YTB-171)
- USS Yarborough (DD-314)
- USS Yarnall (DD-143, DD-541)
- USS Yarrow (SP-1010)
- USS Yatanocas (YTB-544/YTM-544)
- USS Yaupon (YN-96/AN-72/ATA-218)
- USS Yavapai (LST-676/LST(M)-676/APB-42)
- USS Yazoo (1865, YN-121/AN-92)
- USCGC Yeaton (WPC-156)
- USS Yellowstone (ID-2657, AD-27, AD-41)
- USS Yew (YN-32/AN-37)
- USS Yo Ho (SP-463)
- USS Yokes (DE-668/APD-69)
- USS Yolo (LST-677/LST(M)-677/APB-43)
- USS Yonaguska (YT-195/YTB-195/YTM-195)
- USS York (CL-1)
- USS York County (LST-1175)
- USS Yorktown (1839, PG-1, CV-5, CV-10, DDG-48/CG-48)
- USS Yosemite (1892, 1894, CM-2, AD-19)
- USS Young (DD-312, DD-580)
- USS Young America (1855)
- USS Young Rover (1861)
- USS Youngstown (CL-94)
- USS Yourasovski (1899)
- USS Yucca (1864, AT-32, IX-214)
- USS Yukon (AF-9, T-AO-152/T-AOT-152, T-AO-202)
- USS Yuma (1865, YT-37, AT-79, AT-94/ATF-94, YTM-748, JHSV-8)
- USS Yurok (AT-164/ATF-164)
- USS Yustaga (AT-165/ATF-165)

## Z
- USS Zaanland (1918)
- USS Zaca (1918, IX-73)
- USS Zafiro (1884)
- USS Zahma (IX-63)
- USS Zane (DD-337/DMS-14/AG-109)
- USS Zaniah (AK-120/AG-70)
- USS Zanzibar (PF-92)
- USS Zara (SP-133)
- USS Zaurak (AK-117)
- USS Zeal (AM-131/MSF-131)
- USS Zebra (IX-107/AKN-5)
- USS Zeelandia (ID-2507)
- USS Zeilin (DD-313, AP-9/APA-3)
- USS Zelima (AF-49)
- USS Zellars (DD-777)
- USS Zenda (SP-688)
- USS Zenith (SP-61)
- USS Zenobia (AKA-52)
- USS Zephyr (PC-8/WPC-8)
- USS Zeppelin (1914)
- USS Zeta (1844)
- USS Zeus (ARB-4, T-ARC-7)
- USS Zigzag (SP-106)
- USS Zillah (SP-2804)
- USS Zipalong (SP-3)
- USS Zircon (PY-16)
- USS Zirkel (1918)
- USS Zita (SP-21)
- USS Zizania (1888)
- USS Zoraya (SP-235)
- USS Zouave (1861)
- USS Zrinyi (1910)
- USS Zuiderdijk (1912)
- USS Zumbrota (YP-93)
- USS Zumwalt (DDG-1000)
- USS Zuni (AT-95/ATF-95)